# Сяноцький округ
Сяноцький округ — адміністративна одиниця Королівства Галичини і Лодомерії у складі Австрійської імперії.

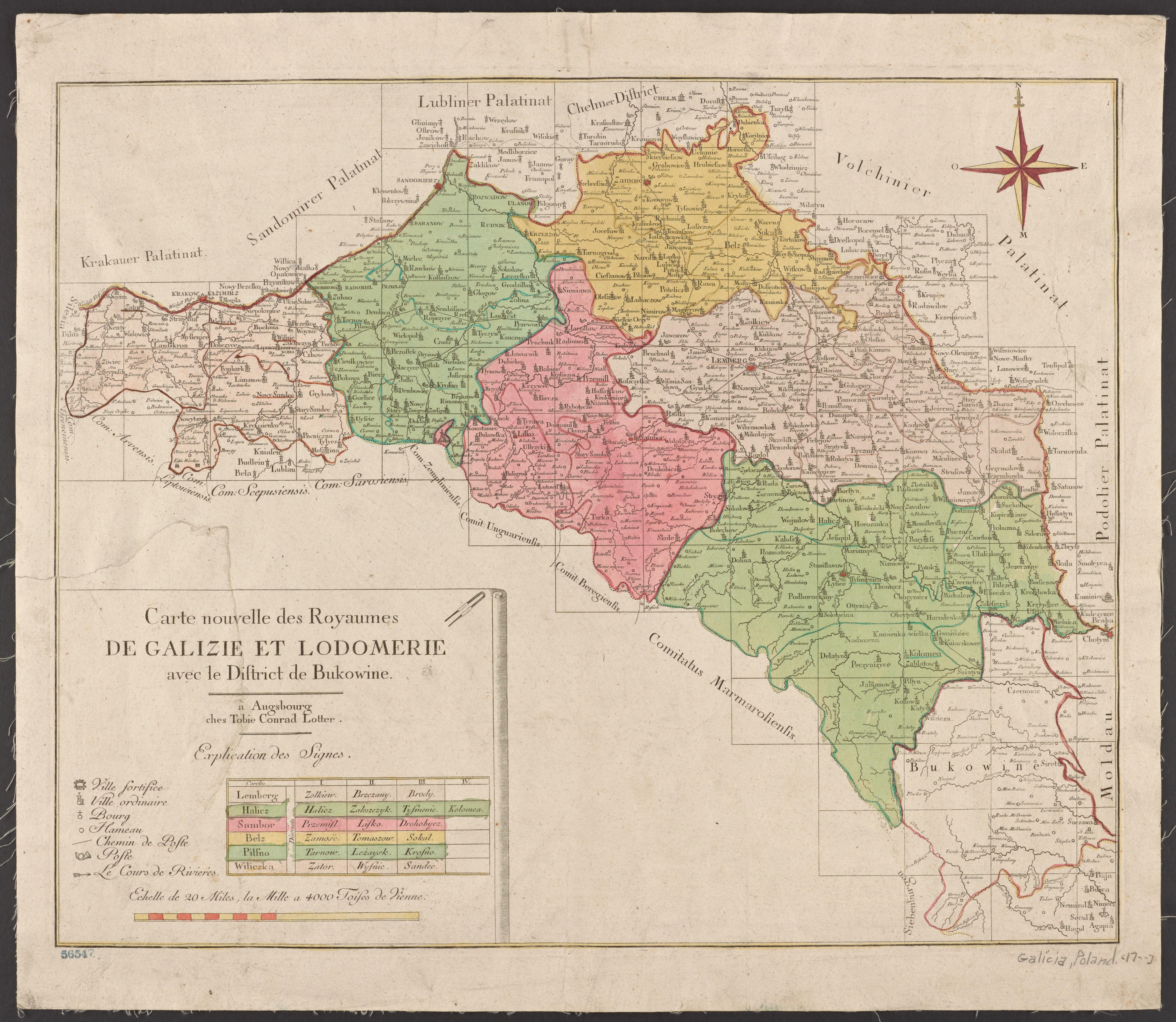
Адміністративний поділ Королівства Галичини та Володимирії у 1777—1782 роках

22 березня 1782 року цісарева Марія Терезія видала патент, який ліквідовував дистрикти. Сяноцький округ створений 1782 року. Існував до 1867 року, коли було скасовано округи і залишено лише повітовий адміністративний поділ (повіти виділені у складі округів у 1854 році).

## Географія
В Сяноцькому окрузі було 10 міст, 10 містечок та 434 села.

## Повіти
В 1860 р. до Сяноцького округу передано з ліквідованого Ясельського округу повіти Кросно, Дукля і Змигород. У 1867 році було 14 повітів з адміністративним центрами в: Сяноку, Лютовиськах, Буковску, Балигороді, Дуклі, Жмигороді, Кросно, Лісько, Устриках, Добромилі, Романові, Бірчі, Дубецку та Бжозові.
Після адміністративної реформи (скасування округів) кількість повітів було скорочено.